# Liste des ministres italiens de la Culture
Cet article dresse la liste des ministres italiens de la Culture depuis la création du ministère en 1974.
Le ministre actuel est Gennaro Sangiuliano, nommé le 22 octobre 2022 par le président de la République, Sergio Mattarella, sur proposition de la présidente du Conseil des ministres, Giorgia Meloni.

## Liste des ministres
| Ministre                                     | Ministre                       | Dates du mandat                    | Parti | Parti       | Gouvernement      |
| -------------------------------------------- | ------------------------------ | ---------------------------------- | ----- | ----------- | ----------------- |
|                                              | Giovanni Spadolini             | 23 novembre 1974 – 12 février 1976 |       | PRI         | Moro IV           |
|                                              | Mario Pedini                   | 12 février 1976 – 13 mars 1978     |       | DC          | Moro V            |
| Andreotti III                                | Mario Pedini                   | 12 février 1976 – 13 mars 1978     |       | DC          |                   |
|                                              | Dario Antoniozzi               | 13 mars 1978 – 5 août 1979         |       | DC          | Andreotti IV et V |
|                                              | Egidio Ariosto                 | 5 août 1979 – 4 avril 1980         |       | PSDI        | Cossiga I         |
|                                              | Oddo Biasini                   | 4 avril 1980 – 28 juin 1981        |       | PRI         | Cossiga II        |
| Forlani                                      | Oddo Biasini                   | 4 avril 1980 – 28 juin 1981        |       | PRI         |                   |
|                                              | Vincenzo Scotti                | 28 juin 1981 – 1er décembre 1982   |       | DC          | Spadolini I et II |
|                                              | Nicola Vernola                 | 1er décembre 1982 – 4 août 1983    |       | DC          | Fanfani V         |
|                                              | Antonio Gullotti               | 4 août 1983 – 29 juillet 1987      |       | DC          | Craxi I et II     |
| Fanfani VI                                   | Antonio Gullotti               | 4 août 1983 – 29 juillet 1987      |       | DC          |                   |
|                                              | Carlo Vizzini                  | 29 juillet 1987 – 13 avril 1988    |       | PSDI        | Goria             |
|                                              | Vincenza Bono                  | 13 avril 1988 – 23 juillet 1989    |       | PSDI        | De Mita           |
|                                              | Ferdinando Facchiano           | 23 juillet 1989 – 13 avril 1991    |       | PSDI        | Andreotti VI      |
|                                              | Giulio Andreotti (par intérim) | 13 avril 1991 – 28 juin 1992       |       | DC          | Andreotti VII     |
|                                              | Alberto Ronchey                | 28 juin 1992 – 11 mai 1994         |       | Indépendant | Amato I           |
| Ciampi                                       | Alberto Ronchey                | 28 juin 1992 – 11 mai 1994         |       | Indépendant |                   |
|                                              | Domenico Fisichella            | 11 mai 1994 – 17 janvier 1995      |       | AN          | Berlusconi I      |
|                                              | Antonio Paolucci               | 17 janvier 1995 – 18 mai 1996      |       | Indépendant | Dini              |
|                                              | Walter Veltroni                | 18 mai 1996 – 21 octobre 1998      |       | PDS         | Prodi I           |
|                                              | Giovanna Melandri              | 21 octobre 1998 – 11 juin 2001     |       | DS          | D'Alema I·II      |
| Amato II                                     | Giovanna Melandri              | 21 octobre 1998 – 11 juin 2001     |       | DS          |                   |
|                                              | Giuliano Urbani                | 11 juin 2001 – 23 avril 2005       |       | FI          | Berlusconi II     |
|                                              | Rocco Buttiglione              | 23 avril 2005 – 17 mai 2006        |       | UDC         | Berlusconi III    |
|                                              | Francesco Rutelli              | 17 mai 2006 – 8 mai 2008           |       | DL / PD     | Prodi II          |
|                                              | Sandro Bondi                   | 8 mai 2008 – 23 mars 2011          |       | PDL         | Berlusconi IV     |
|                                              | Giancarlo Galan                | 23 mars 2011 – 16 novembre 2011    |       | PDL         | Berlusconi IV     |
|                                              | Lorenzo Ornaghi                | 16 novembre 2011 – 28 avril 2013   |       | Indépendant | Monti             |
|                                              | Massimo Bray                   | 28 avril 2013 – 22 février 2014    |       | PD          | Letta             |
|                                              | Dario Franceschini             | 22 février 2014 – 1er juin 2018    |       | PD          | Renzi             |
| Gentiloni                                    | Dario Franceschini             | 22 février 2014 – 1er juin 2018    |       | PD          |                   |
|                                              | Alberto Bonisoli               | 1er juin 2018 – 5 septembre 2019   |       | M5S         | Conte I           |
|                                              | Dario Franceschini             | 5 septembre 2019 – 22 octobre 2022 |       | PD          | Conte II          |
| Draghi                                       | Dario Franceschini             | 5 septembre 2019 – 22 octobre 2022 |       | PD          |                   |
|                                              | Gennaro Sangiuliano            | 22 octobre 2022 – 6 septembre 2024 |       | Sans        | Meloni            |
|                                              | Alessandro Giuli               | depuis le 6 septembre 2024         |       | Sans        | Meloni            |
| Titres successifs : - Culture (depuis 2021). |                                |                                    |       |             |                   |